# Aéroport d'Erfurt-Weimar
Pour les articles homonymes, voir ERF.
L'aéroport d'Erfurt–Weimar, anciennement Aéroport d'Erfurt, (code IATA : ERF • code OACI : EDDE)) dessert Erfurt, la capitale du land allemand de Thuringe, et Weimar. Il est principalement utilisé pour des vols charters sur des destinations européennes de loisirs.

## Situation
L'aéroport est situé 5 km à l'ouest du centre-ville d'Erfurt.
| Berlin · Brandebourg EuroAirport Basel-Mulhouse-Freiburg Freiburg · City Brême Cassel Cologne · Bonn Dortmund Dresde Düsseldorf Erfurt Francfort-Hahn Francfort · sur-le-Main Friedrichshafen Hambourg Hanovre Heringsdorf Karlsruhe · Baden-Baden Leipzig Lübeck Memmingen Munich Münster · Osnabrück Nuremberg Paderborn · Lippstadt Rostock Sarrebruck Stuttgart Sylt Weeze Mannheim |

## Histoire
Le nom de l'aéroport a été changé à partir de Aéroport de Erfurt en 2011, il a été estimé que l'ajout de Weimar dans le nom ajouterait un plus marketing.

## Statistiques
Pour des raisons techniques, il est temporairement impossible d'afficher le graphique qui aurait dû être présenté ici.

Voir la requête brute et les sources sur Wikidata.

## Compagnies aériennes et destinations
| Compagnies           | Destinations                                           |
| -------------------- | ------------------------------------------------------ |
| Corendon Airlines    | En saison: Antalya, Héraklion-N. Kazantzákis, Hurghada |
| European Air Charter | En saison charter : Bourgas                            |
| FlyEgypt             | En saison charter : Hurghada                           |
| Tailwind Airlines    | En saison charter : Antalya                            |

Édité le 06/07/2018  Actualisé le 05/03/2023

## Galerie

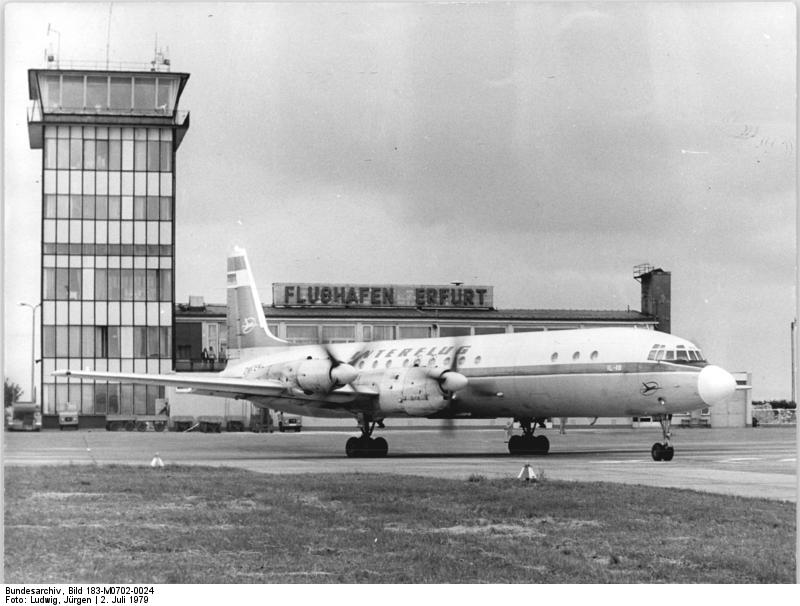
L'aéroport d'Erfurt en 1979
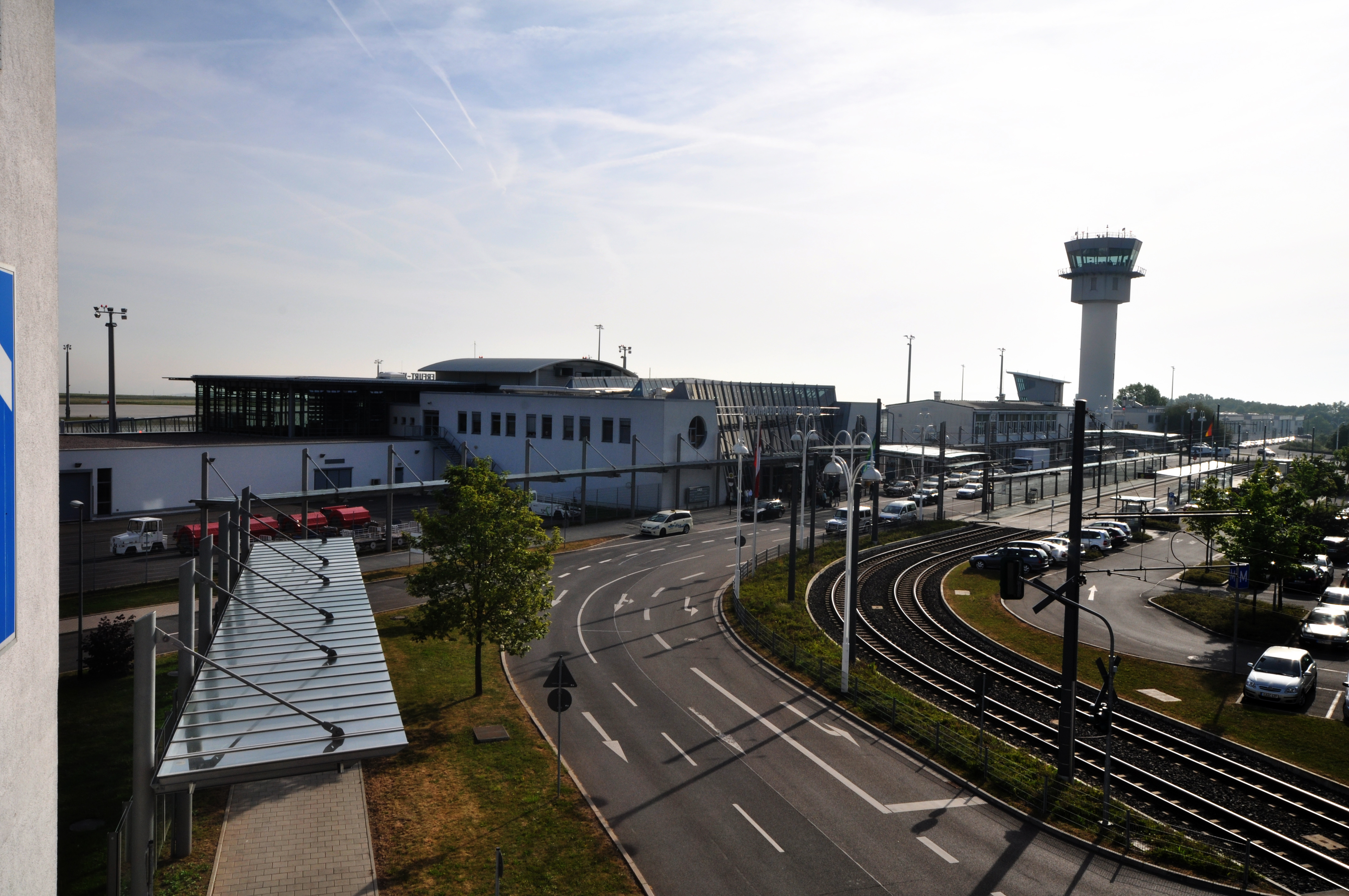
Aérogare principale
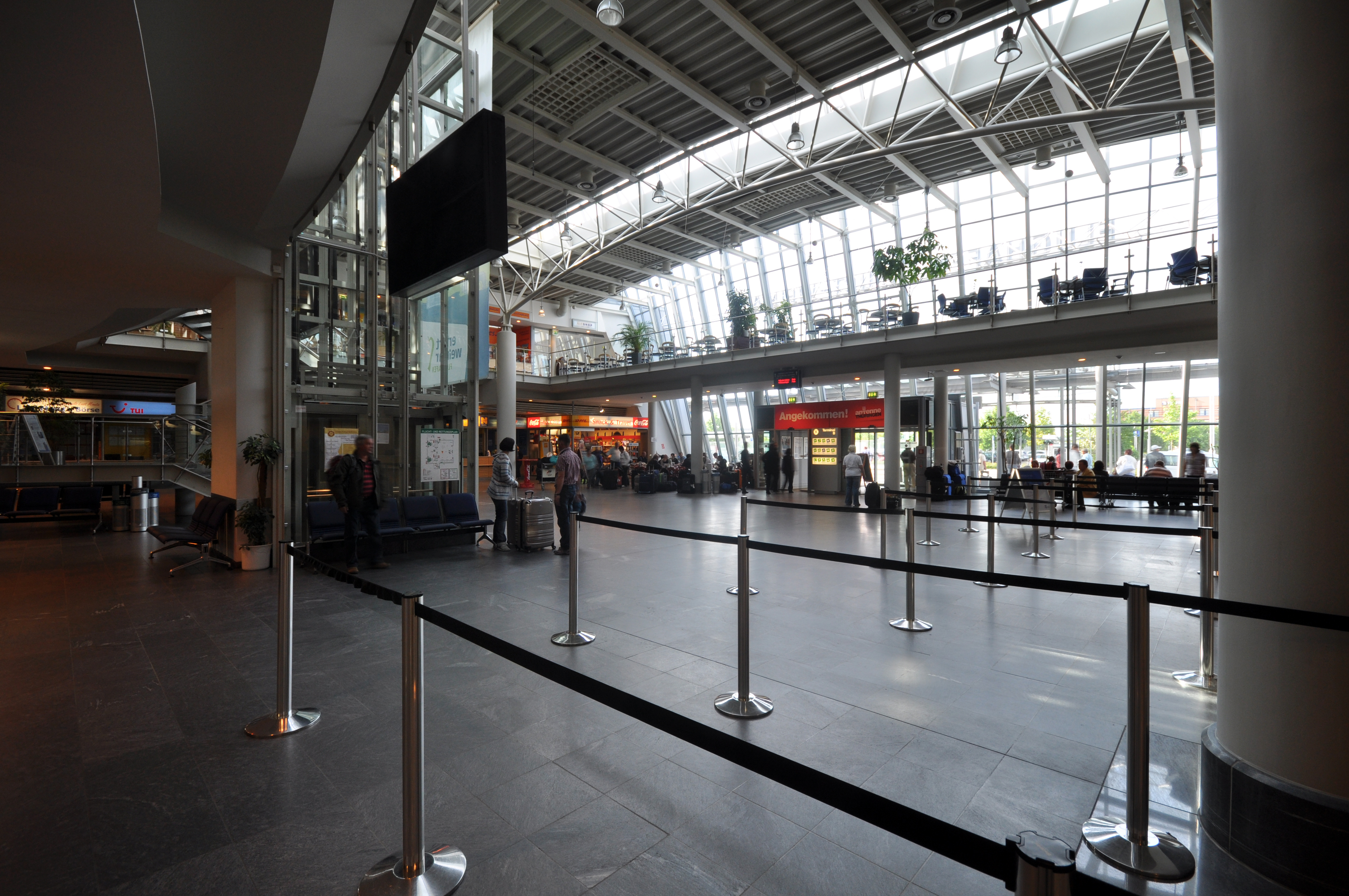
Hall d'arrivée
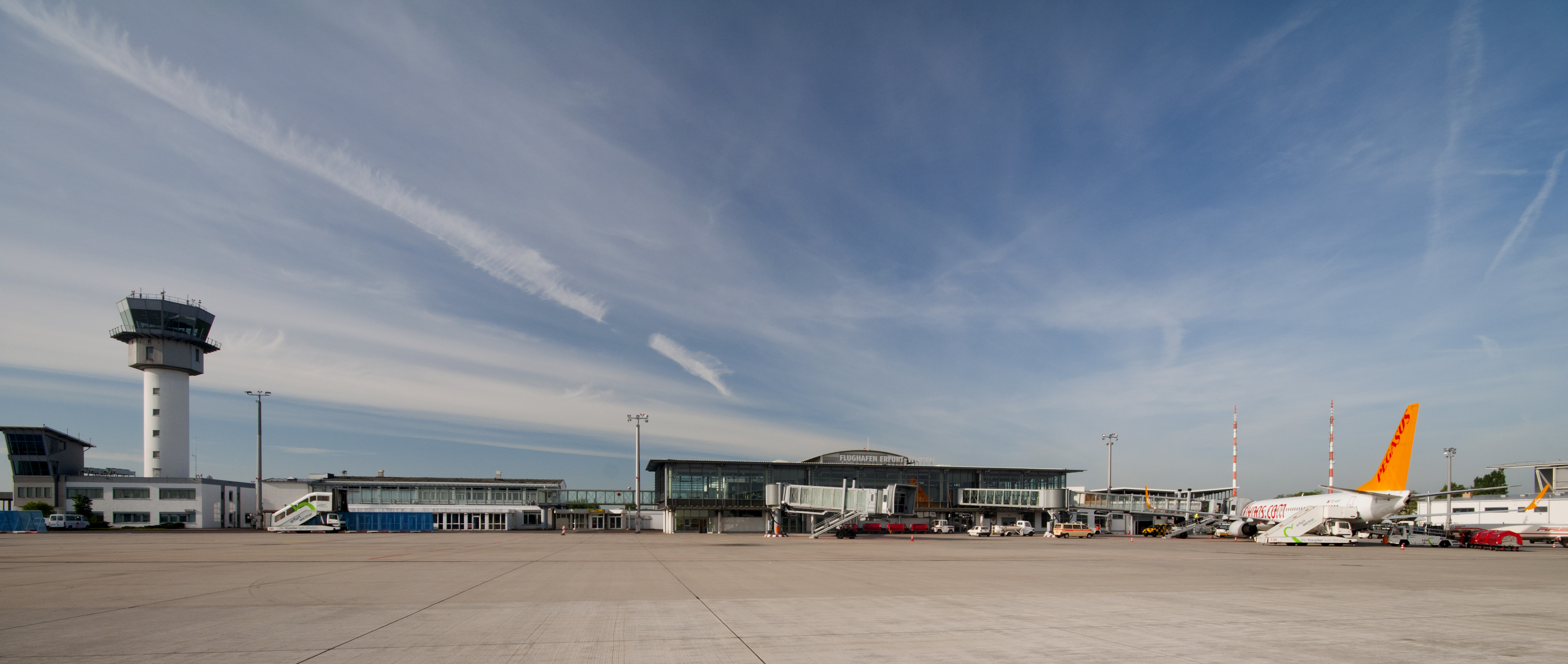
Tarmac de l'aéroport